# Quick Step (wielerploeg)/2005
Deze pagina geeft een overzicht van de wielerploeg Quick Step in 2005.
| Naam                            | Geboortedatum | Nationaliteit    | Ploeg 2004                                   |
| ------------------------------- | ------------- | ---------------- | -------------------------------------------- |
| Paolo Bettini                   | 01-04-1974    | Italië           |                                              |
| Tom Boonen                      | 15-10-1980    | België           |                                              |
| Davide Bramati                  | 28-06-1968    | Italië           |                                              |
| Mads Christensen                | 06-04-1984    | Denemarken       | Team PH                                      |
| Wilfried Cretskens              | 10-07-1976    | België           |                                              |
| Dimitri De Fauw                 | 13-07-1981    | België           |                                              |
| Kevin De Weert                  | 27-05-1982    | België           | Rabobank                                     |
| Addy Engels                     | 16-06-1977    | Nederland        | Bankgiroloterij                              |
| José Antonio Garrido            | 28-11-1975    | Spanje           |                                              |
| Kevin Hulsmans                  | 11-04-1978    | België           |                                              |
| Servais Knaven                  | 06-03-1971    | Nederland        |                                              |
| Marc Lotz (tot 31/05) *         | 19-10-1973    | Nederland        | Rabobank                                     |
| Juan Miguel Mercado             | 08-07-1978    | Spanje           |                                              |
| Cristian Moreni                 | 21-11-1972    | Italië           | Alessio-Bianchi                              |
| Nick Nuyens                     | 05-05-1980    | België           |                                              |
| Luca Paolini                    | 17-01-1977    | Italië           |                                              |
| José Antonio Pecharroman Fabian | 16-06-1978    | Spanje           |                                              |
| Filippo Pozzato                 | 10-09-1981    | Italië           | Fassa Bortolo                                |
| Michael Rogers                  | 20-12-1979    | Australië        |                                              |
| Sébastien Rosseler              | 15-07-1981    | België           | Relax-Bodysol                                |
| Patrik Sinkewitz                | 20-10-1980    | Duitsland        |                                              |
| Bram Tankink                    | 03-12-1978    | Nederland        |                                              |
| Guido Trenti                    | 27-12-1972    | Verenigde Staten |                                              |
| Jurgen Van Goolen               | 28-11-1980    | België           |                                              |
| Sven Vanthourenhout (tot 05/02) | 28-11-1980    | België           |                                              |
| Rik Verbrugghe                  | 23-07-1974    | België           | Lotto-Domo                                   |
| Davide Viganò (vanaf 01/08)     | 12-06-1984    | Italië           | Androni Giocattoli-3C Casalinghi (tot 31/07) |
| Wouter Weylandt                 | 27-09-1984    | België           |                                              |
| Stefano Zanini                  | 23-01-1969    | Italië           |                                              |
| Stagiairs                       |               |                  |                                              |
| Jasper Melis (stagiair)         | 12-10-1985    | België           |                                              |
| Kevin Neirynck (stagiair)       | 16-11-1982    | België           |                                              |
| Ivan Santaromita (stagiair)     | 30-04-1984    | Italië           |                                              |

* Marc Lotz nam op 1 juni 2005 zelf ontslag, na bekend te hebben epo gebruikt te hebben.

## Teams

### 09.02.2005–13.02.2005:Ronde van de Middellandse Zee
71. Davide Bramati
72. Jurgen Van Goolen
73. Kevin de Weert
74. Filippo Pozzato
75. Sébastien Rosseler
76. Bram Tankink
77. Luca Paolini
78. Stefano Zanini
Mannen:   2003 · 2004 · 2005 · 2006 · 2007 · 2008 · 2009 · 2010 · 2011 · 2012 · 2013 · 2014 · 2015 · 2016 · 2017 · 2018 · 2019 · 2020 · 2021 · 2022 · 2023 · 2024 · 2025
Vrouwen:   2023 · 2024 · 2025
Bouygues Télécom · Cofidis, Le Crédit par Téléphone · Crédit Agricole · Team CSC · Davitamon - Lotto · Discovery Channel Pro Cycling Team · Domina Vacanze · Euskaltel - Euskadi · Fassa Bortolo · La Française des Jeux · Team Gerolsteiner · Illes Balears - Caisse D'Espargne · Lampre - Caffita · Liberty Seguros - Würth Team · Liquigas - Bianchi · Phonak Hearing Systems · Quick Step - Innergetic · Rabobank · Saunier Duval - Prodir · T-Mobile Team